# Аносов, Владимир Андреевич
Владимир Андреевич Аносов (21 мая 1946, Минск — 11 июня 2003, Симферополь) — советский и украинский театральный режиссёр

. Заслуженный деятель искусств Украины (1994).

## Биография
Окончил Белорусский театрально-художественный институт (1969), Харьковский институт искусств (1977).
Работал в Белорусском академическом театре им.Я.Коласа (1969–73), Харьковском академическом украинском драм. театре им. Т. Шевченко (1976–81), Крымском украинском театре драмы и муз. комедии (1981–89).

С 1989 – режиссёр Крымского академического рос. драм. театра им. М. Горького. 
Являлся постановщиком первого спектакля "Арзы къыз" в возрожденном Крымскотатарском академическом музыкально-драматическом театре. Поставил спектакли "Кармен" и "Макбет", которые стали участниками и победителями престижных международных театральных фестивалей в Великобритании, Татарстане, Башкирии, Украине, России. Репертуарную афишу Крымского украинского музыкального театра входили спектакли "Свадьба Кречинского" и "Энеида", поставленные В. А. Аносовым. 
Много лет преподавал в Крымском училище культуры, был доцентом Крымского филиала Киевского Национального университета культуры и искусства. Его студенты работают во многих театрах Украины. 

## Постановки
- «Красавец мужчина» А. Островского (1989),
- «Лисички» Л. Хеллман (1990),
- «Безумный день, или Женитьба Фигаро» П. Бомарше (1993),
- «Как это происходило в Одессе» И.Бабеля (1994),
- «Мещане» М. Горького (1994),
- «Брак по-итальянски» Э. Де Филиппо (1995).

## Награды
- Заслуженный деятель искусств Украины (1994)
- Государственная премия Автономной Республики Крым (1994)[2]
- Государственная премия Автономной Республики Крым в области театрального искусства и кинематографии (2001) — за постановку спектакля «Кармен» в Крымскотатарском музыкально-драматическом театре[3]

## Память
- Мемориальная доска в Симферополе на доме по пр. Кирова, 39, где жил режиссёр.